# Miloš Timotijević
Miloš Timotijević, szerb cirill: Милош Тимотијевић (Belgrád, 1975. március 9. –) szerb színész.

## Filmjei

### Mozifilmek
- Strsljen (1998)
- Sedam i po (2006)
- In the Land of Blood and Honey (2011)
- November Man (2014)
- Vlaznost (2016)
- Juzni vetar (2018)
- Ekipa (2019)

### Tv-sorozatok
- Srecni ljudi (1996)
- Porodicno blago (1998–2002)
- Vratice se rode (2008)
- Vojna akademija (2012)
- Zene sa Dedinja (2013)
- Ravna Gora (2013–2014)
- Senke nad Balkanom (2017)
- Besa (2019)
- Juzni vetar (2020)